# ويليام إتش. أفيري
ويليام إتش. أفيري هو فلاح وسياسي أمريكي، ولد في 11 أغسطس 1911 في ويكفيلد في الولايات المتحدة، وتوفي بنفس المكان في 4 نوفمبر 2009. نشط حزبياً في الحزب الجمهوري. وقد انتخب حاكم كانساس ‏ (11 يناير 1965 – 9 يناير 1967) وانتخب عضو مجلس نواب كنساس ‏ وانتخب عضو مجلس النواب الأمريكي ‏.